# Dornhaie
Die Familie der Dornhaie (Squalidae) ist weltweit, im Atlantik, Pazifik und Indischen Ozean verbreitet. Sie leben sowohl in kühlen als auch in tropischen Meeren und halten sich vor allem über den Schelfgebieten von Kontinenten und Inseln und über Seamounts auf. Der bekannteste Vertreter ist der Dornhai (Squalus acanthias), der auch in der Nordsee und im Mittelmeer vorkommt.
Gemeinsam ist allen Dornhaien das Fehlen der Afterflosse, ein Merkmal, das sie mit den Engelhaien und den Sägehaien gemeinsam haben. Vor beiden Rückenflossen befindet sich je ein ungekerbter Stachel. Der Schwanzflossenstiel trägt seitliche Kiele. Dornhaie werden zwischen 50 Zentimeter und 1,20 Meter lang.
Alle Dornhaie sind ovovivipar, das heißt, die Embryonen schlüpfen bereits im Mutterleib aus ihren Eikapseln und entwickeln sich in der Gebärmutterregion bis zur Geburtsgröße und werden dann lebend geboren. Man spricht dabei auch von „aplazentaler Viviparie“.

## Gattungen und Arten

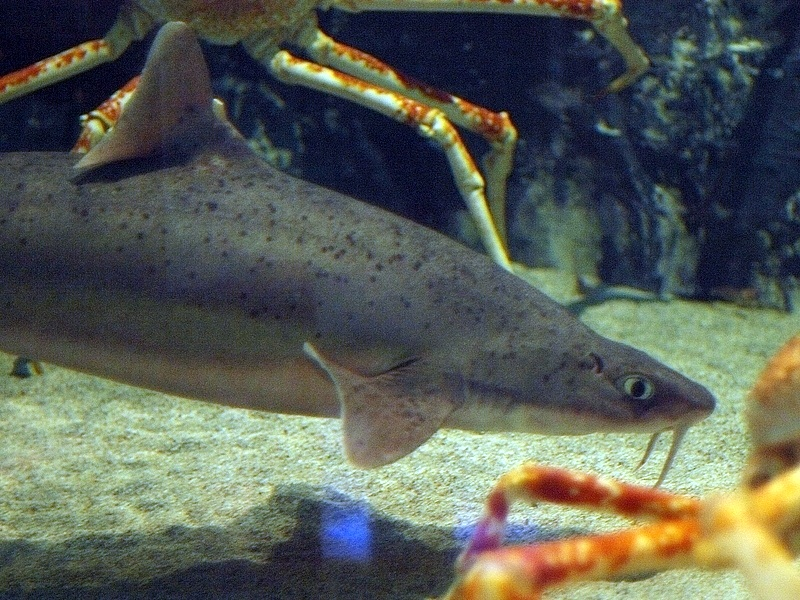
Mandarinschnauz-Dornhai (Cirrhigaleus barbifer)

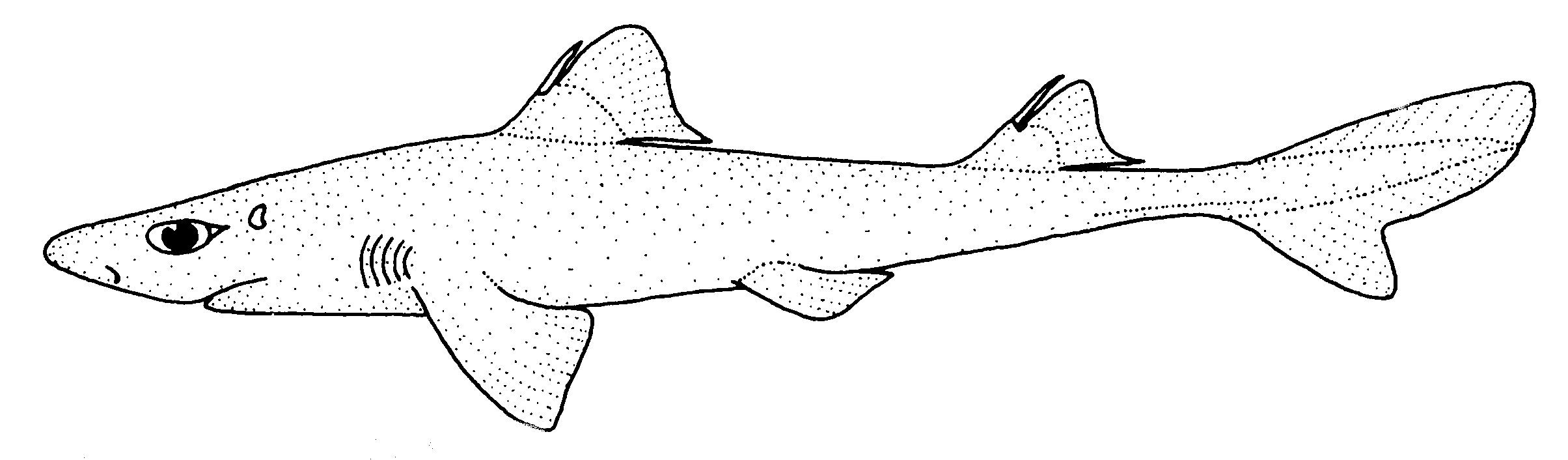
Langnasen-Dornhai (Squalus blainville)

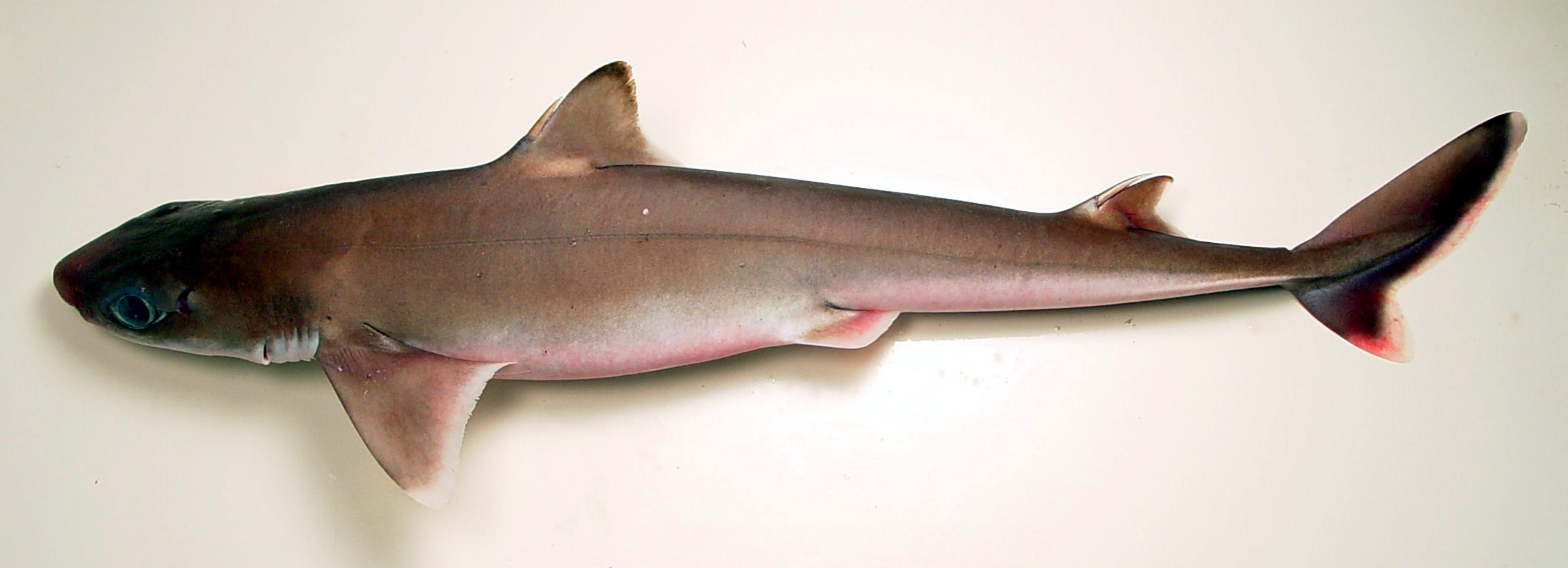
Kubanischer Dornhai (Squalus cubensis)

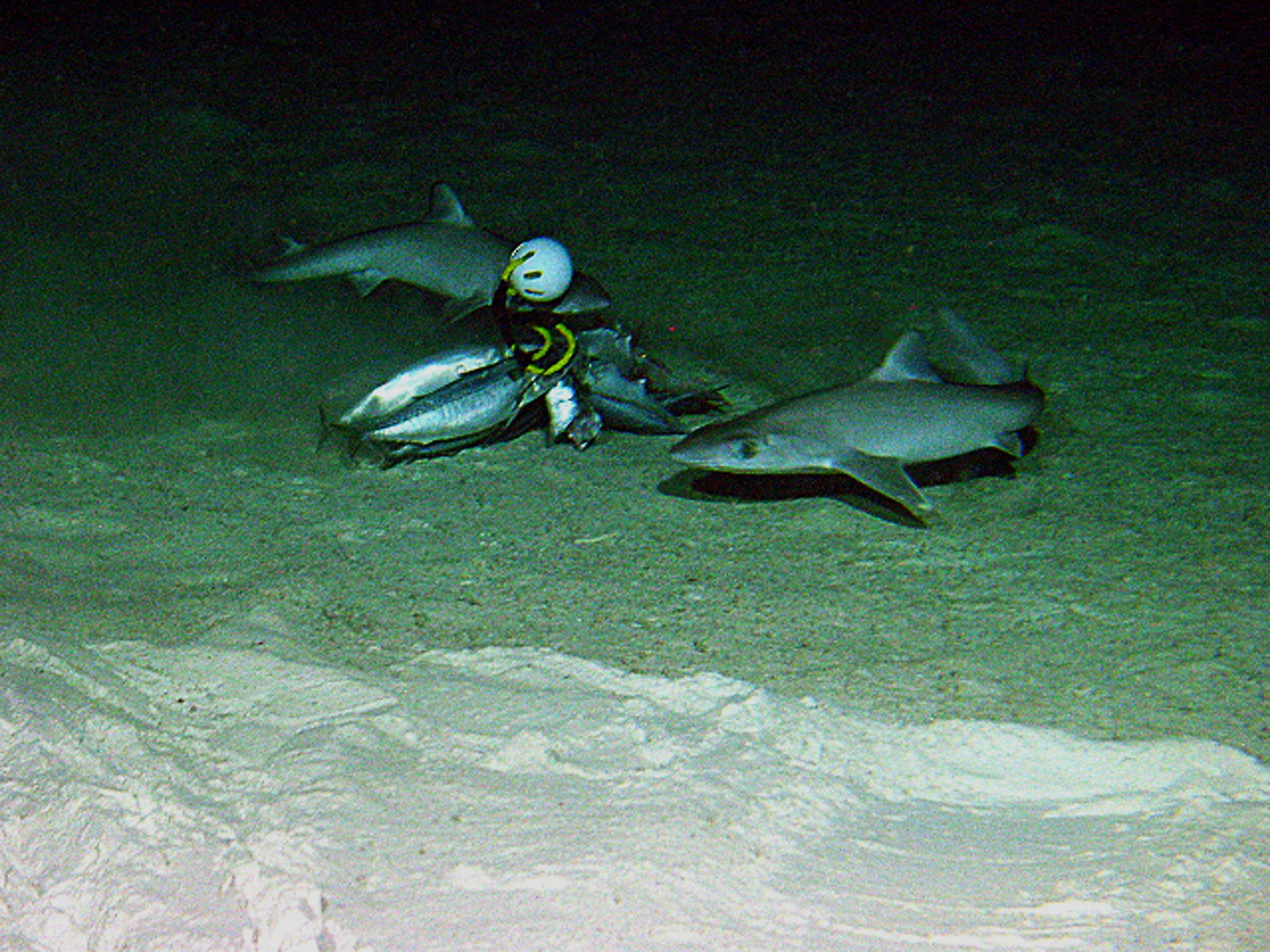
Kleinspitzen-Dornhai (Squalus mitsukurii)

Es gibt zwei Gattungen mit über 35 Arten:
- Gattung: Cirrhigaleus  (Tanaka, 1912)
  - Rauhaut-Dornhai (Cirrhigaleus asper  (Merrett, 1973))
  - Südlicher Mandarinschnauz-Dornhai (Cirrhigaleus australis  (White, Last & Stevens, 2007))[1]
  - Mandarinschnauz-Dornhai (Cirrhigaleus barbifer  (Tanaka, 1912))
- Gattung: Squalus  (Linnaeus, 1758)
  - Dornhai (Squalus acanthias  (Linnaeus, 1758))
  - Squalus acutipinnis Regan, 1908 (möglicherweise Synonym von Squalus megalops)
  - Squalus acutirostris  (Chu, Meng & Li, 1984) (möglicherweise Synonym von Squalus mitsukurii)
  - Squalus albicaudus Viana et al., 2016
  - Östlicher Hochflossen-Dornhai (Squalus albifrons  (Last, White & Stevens, 2007))
  - Westlicher Hochflossen-Dornhai (Squalus altipinnis  (Last, White & Stevens, 2007))
  - Squalus bahiensis Viana et al., 2016
  - Squalus bassi Viana et al., 2017
  - Langnasen-Dornhai (Squalus blainville  (Risso, 1827))
  - Squalus boretzi Dolganov, 2019
  - Squalus brevirostris  (Tanaka, 1917)
  - Großkopf-Dornhai (Squalus bucephalus  (Last, Séret & Pogonoski, 2007))
  - Grünaugen-Dornhai (Squalus chloroculus  (Last, White & Motomura, 2007))
  - Squalus clarkae Pfleger et al., 2018
  - Fettdorn-Dornhai (Squalus crassispinus  (Last, Edmunds & Yearsley, 2007))
  - Kubanischer Dornhai (Squalus cubensis  (Howell Rivero, 1936))
  - Edmund’s Dornhai (Squalus edmundsi  (White, Last & Stevens, 2007))
  - Squalus formosus  White & Iglésias, 2011
  - Östlicher Langnasen-Dornhai (Squalus grahami  (White, Last & Stevens, 2007))
  - Nördlicher Dornhai (Squalus griffini  (Phillipps, 1931))
  - Squalus hawaiiensis Daly-Engel et al., 2018
  - Indonesischer Kurzschnauzen-Dornhai (Squalus hemipinnis  (White, Last & Yearsley, 2007))
  - Japanischer Dornhai (Squalus japonicus  (Ishikawa, 1908))
  - Squalus lalannei  (Baranes, 2003)
  - Squalus lobularis Viana et al., 2016
  - Squalus longispinis Ronald Fricke et al., 2023[2]
  - Squalus mahia  Viana et al., 2017
  - Squalus margaretsmithae  Viana et al., 2017
  - Kurznasen-Dornhai (Squalus megalops  (Macleay, 1881))
  - Schwarzschwanz-Dornhai (Squalus melanurus  (Fourmanoir & Rivaton, 1979))
  - Kleinspitzen-Dornhai (Squalus mitsukurii  (Jordan & Snyder, 1903))
  - Indonesischer Grünaugen-Dornhai (Squalus montalbani  (Whitley, 1931))
  - Westlicher Langnasen-Dornhai (Squalus nasutus  (Last, Marshall & White, 2007))
  - Streifschwanz-Dornhai (Squalus notocaudatus  (Last, White & Stevens, 2007))
  - Squalus probatovi Myagkov & Kondyurin, 1986
  - Squalus quasimodo Viana et al., 2016
  - Cyrano-Dornhai (Squalus rancureli  (Fourmanoir & Rivaton, 1979))
  - Kermadec-Dornhai (Squalus raoulensis  (Duffy & Last, 2007))
  - Squalus shiraii Viana & Carvalho, 2020[3]
  - Squalus suckleyi (Girard, 1854)